# Sarcophyton
Sarcophyton – rodzaj roślin z rodziny storczykowatych (Orchidaceae). Obejmuje trzy gatunki. Są to epifity i litofity rosnące na nizinach do 800 m n.p.m. Występują w południowo-wschodniej Azji – w Mjanmie, Chinach, na Tajwanie i Filipinach.

## Systematyka
Rodzaj sklasyfikowany do podplemienia Aeridinae w plemieniu Vandeae, podrodzina epidendronowe (Epidendroideae), rodzina storczykowate (Orchidaceae), rząd szparagowce (Asparagales) w obrębie roślin jednoliściennych.
Wykaz gatunków
- Sarcophyton crassifolium (Lindl. & Paxton) Garay
- Sarcophyton pachyphyllum (Ames) Garay
- Sarcophyton taiwanianum (Hayata) Garay